# Per Mertesacker
Per Mertesacker (født 29. september 1984 i Hannover, Vesttyskland) er en tysk fodboldtræner og tidligere fodboldspiller, der er træner for Arsenals akademi. Han spillede i de tyske klubber Hannover 96 og Werder Bremen, i den han i de sidste år af sin karriere spillede i Arsenal, hvor han stoppede sin aktive karriere i 2018

## Landshold
Mertesacker spillede (indtil efter VM 2014) desuden for Tysklands fodboldlandshold. Han spillede sin første landskamp i en alder af bare 19 år, den 9. oktober 2004 i en kamp mod Iran. Han har siden da repræsenteret tyskerne ved adskillige slutrunder, og var med til at vinde guld ved VM i 2014 i Brasilien.

## Titler
DFB-Pokal
- 2009 med Werder Bremen

FA Cup
- 2014, 2015, 2017 med Arsenal

VM i fodbold
- 2014 med Tyskland